# Lago di Rezzo
Il lago di Rezzo è un piccolo lago naturale che si trova nell'Appennino Ligure, nella città metropolitana di Genova.

## Descrizione
Il lago è ad una quota di 779 m.s.l.m. e si estende per circa 1000 m².
È chiamato anche "dei Pesci Rossi" perché vi furono immesse varie specie di pesci rossi.
Lo specchio d'acqua è alimentato da varie sorgenti perenni che si trovano sul fondo, e da una sorgente stagionale che si trova qualche metro sopra. L'emissario si attiva solo quando il livello dell'acqua è al massimo, e scende a confluire nel sottostante rio Crosascura.

## Le controversie sulla profondità
Sulla profondità massima del lago di Rezzo ci sono varie versioni. Alcuni autori dicono che raggiunge i due metri e mezzo, altri dicono che non supera i due metri. Invece gli abitanti del luogo dicono che arriva almeno a 5 metri, e un cartello nei dintorni dice che il lago tocca i 10 metri di profondità massima.

## Sentieri d'accesso
Per raggiungere il lago bisogna, da Rezzoaglio, prendere l'ex-statale 654 per Santo Stefano d'Aveto. Subito dopo il paese di Cerisola si va a sinistra per Villarocca, dove si parcheggia. Si prosegue a piedi lungo un sentiero che scende nella boscaglia, trascurando le diramazioni che salgono, fino a raggiungere un ripiano erboso. Si attraversa una recinzione e poco dopo si nota il laghetto sulla destra.